# 백자청화산수문호
백자청화산수문호(白磁靑華山水紋壺)는 서울특별시 종로구, 서울역사박물관에 있는 조선시대의 백자청화산수문호이다. 2011년 1월 13일 서울특별시의 유형문화재 제314호로 지정되었다.

## 개요
청화안료로 산수문(山水紋)과 대나무, 매화 등을 그린 19세기 호이다. 직립한 구연부에는 상하(上下)에 횡선문(橫線紋)을 두르고, 그 아래 여의두문(如意頭紋)을 배치하였다. 부푼 몸체의 앞․뒷면에 산수문을, 산수문 사이 옆면에는 각각 대나무와 매화를 그려 배치하였다. 산수문은 2중의 커다란 능화문(菱花紋) 창 안에 자리 잡고 있는데 18세기와 19세기의 청화백자에 자주 등장한다.
첫 번째 산수문은 근경(近景)에 소나무 숲 사이의 누각(樓閣)을 배치하고, 중경(中景)은 왼쪽으로 치우친 절벽의 모습으로 표현되었으며, 정면 중앙에 배치된 원경(遠景)은 중첩된 산의 모습을 담고 있다. 화면의 가운데는 비워 여백의 미와 공간감을 살리고 있다.
주목되는 부분은 원경의 오른쪽에 배치된 한시(漢詩) 구절이다. ‘五月江深草閣寒(오월강심초각한)’이라 쓰여 있는데 이는 두보(杜甫)의 한시 <嚴公仲夏枉駕草堂(엄공중하왕가초당), 兼攜酒饌(겸휴주찬)>의 한 구절이다. 이 중 ‘강심초각한(江深草閣寒)’은 구절은 명대(明代) 화제(畵題)로 애호되었던 구절이다.
반대편의 산수문은 바다 위에 떠 있는 배와 먼 산 위로 떠 있는 달을 그려 넣었다. 중국 남부 호남성과 동정호(洞庭湖)의 남쪽 영릉 부근, 즉 소수와 상수가 만나는 곳의 8가지 아름다운 경치를 그린 소상팔경도(瀟湘八景圖) 중 동정호의 가을밤 풍경을 그린 ‘동정추월(洞庭秋月)’과 유사하다. 수평적 구도를 중심으로 근경과 중경, 원경의 거리에 차이를 두어 원근감을 고조시켰다. 산수문을 그린 능화문 창의 좌우에는 각각 매화와 대나무를 배치하였다. 반듯하게 올라온 대나무 줄기에 4~5개의 댓잎을 그려 넣었고, 매화는 굽은 굵은 줄기 뒤로 가는 줄기를 배치하여 형태미의 대조를 이루면서 꽃봉오리를 그려 시선을 집중시키고 있다. 화풍으로 보아 분원(分院) 말기 화원의 작품으로 생각된다. 주문양대(主文樣帶) 아래에 다시 횡선문과 여의두문을 배치하였다.
이 산수문호는 산수문과 한시의 구도와 배치가 독특할 뿐만 아니라 제작수법과 그림의 필치도 우수하고, 특히 두보의 한시가 남아 있는 드문 예로서 주목되는 작품이다.

## 참고 자료
- 백자청화산수문호 - 국가유산청 국가유산포털